# Davide Banzato
Davide Banzato (Padova, 17 febbraio 1981) è un presbitero, scrittore, conduttore televisivo, giornalista, autore televisivo e conduttore radiofonico italiano.
Attivo nel sociale, nel disagio giovanile e nella tossicodipendenza con l'associazione internazionale Nuovi Orizzonti fondata da Chiara Amirante. È un Missionario della misericordia nominato da papa Francesco e collabora con diversi dicasteri vaticani.
Conduce I viaggi del cuore su Canale5, collabora con la CEI per Rai 1, conduce a Radio Maria. Ha condotto una rubrica radiofonica su RTL. Ha co-presentato quattro edizioni del Concerto di Natale per Canale 5 con la Congregazione per l'educazione cattolica. Ha realizzato un'intervista esclusiva a papa Francesco nella puntata Speciale "I viaggi del cuore" con papa Francesco per Canale 5. Ha pubblicato i bestseller Tutto ma prete mai. Una storia di ribellione e d'amore (2021) e con papa Francesco Cerca il tuo orizzonte. Rialzarsi e ripartire oggi (2023) Edizioni Piemme. I suoi libri si trovano in italiano, spagnolo, polacco, francese, slovacco. Scrive per Askanews e Famiglia Cristiana.

## Biografia
Laureato con specializzazione in teologia morale, dal 2000 al 2017 è stato responsabile dell'area prevenzione e sensibilizzazione della comunità Nuovi Orizzonti fondata da Chiara Amirante (di cui fa parte dal 1999). Dal 2009 al 2024 è stato assistente spirituale generale dell'Associazione internazionale privata di fedeli Nuovi Orizzonti. Esercita il proprio ministero nelle attività di prevenzione e di recupero per tossicodipendenti e giovani nel disagio, nell'evangelizzazione di strada e nella comunicazione e dal 2016 tra i missionari della misericordia su nomina di papa Francesco.
Nel 2006 inizia a partecipare in qualità di ospite a programmi televisivi italiani quali L'Italia sul 2, Italia allo specchio, Pomeriggio sul 2, Pomeriggio Cinque, Domenica Cinque e Domenica Live. Negli anni successivi appare regolarmente in diverse trasmissioni dell'emittenza Rai e Mediaset, nonché su TV2000, quali Matrix, Sulla via di Damasco, Uno mattina, La vita in diretta, Storie italiane.
Dal 2008 al 2014 conduce e cura diversi programmi sull'emittente tematica Telepace, collaborando con il Centro Televisivo Vaticano e il direttore mons. Dario Edoardo Viganò. Sempre dal 2008 conduce un programma su Radio Maria ed è consulente nel programma Sulla via di Damasco di Rai 2 dove dal 2010 al 2015 appare stabilmente in veste di inviato. Nel 2013 co-presenta con Eugenia Scotti il programma Traguardi. Giovani oltre il tunnel in onda in prima serata su TV2000.
Durante l'Anno della fede 2012-2013 collabora con il Pontificio consiglio per la promozione della nuova evangelizzazione in particolare per la veglia di Pentecoste con Associazioni e movimenti cattolici. Nel 2014 collabora in veste di inviato alla trasmissione Fattore Alfa di Rai 2; un anno dopo inizia a comparire nel nuovo programma di Rete 4 La strada dei miracoli, condotto da Safiria Leccese.; viene confermato anche nelle due stagioni successive alla prima
Dal 2016 gli viene affidata la conduzione del programma settimanale I viaggi del cuore su Rete 4 di cui è anche autore. Durante il Giubileo straordinario della misericordia collabora con il Pontificio consiglio per la promozione della nuova evangelizzazione e l'edizione del programma I viaggi del cuore ha il patrocinio del dicastero. La sesta edizione del programma nel 2018 dedica un approfondimento ai temi del Sinodo dedicato ai giovani.
Dal 2017 scrive articoli giornalistici per Famiglia Cristiana nella rivista cartacea e nella versione online. Nello stesso anno conduce la rubrica Le ragioni della speranza nel programma A Sua immagine su Rai 1 curando cicli di commento al Vangelo per la Conferenza Episcopale Italiana. Sempre nel 2017 collabora con la Congregazione per l'educazione cattolica co-presentando insieme a Gerry Scotti per la prima volta la XXV edizione del Concerto di Natale nell'Aula Paolo VI della Città del Vaticano, trasmesso in prima serata da Canale 5.
Nel 2018 è testimone di solidarietà nell'evento Con il cuore - Nel nome di Francesco in diretta dal sagrato della Basilica di San Francesco d'Assisi condotto da Carlo Conti in prima serata su Rai 1. Durante l'estate conduce uno speciale di 11 puntate su Rai 1 documentando realtà di missione in Brasile con il cantante Filippo Neviani in arte Nek e dallo stesso anno scrive per il Servizio Informazione Religiosa. 
Dal 29 novembre al 1 dicembre 2018 ha partecipato come relatore alla conferenza internazionale Droga e Dipendenze: un ostacolo allo sviluppo umano integrale svoltasi in Vaticano e promossa dal Dicastero per il servizio dello sviluppo umano integrale. Durante il Sinodo dei vescovi dedicato al tema I giovani, la fede e il discernimento vocazionale collabora con la Congregazione per l'educazione cattolica per l'incontro dei giovani con papa Francesco e i padri sinodali. Nello stesso anno affianca per la seconda volta Gerry Scotti per la XXVI edizione del Concerto di Natale nell'Aula Paolo VI della Città del Vaticano per Canale 5.
Nel 2019 conduce un nuovo ciclo di puntate su Rai 1 in collaborazione con la CEI nella rubrica Le ragioni della speranza avendo tra gli ospiti anche Andrea Bocelli, Edoardo Bennato, Carlo Conti, Raffaele Riefoli.
Da lunedì 11 marzo 2019 conduce su RTL il programma Suite 102.5 affiancando Gigio D'Ambrosio e Laura Ghislandi.
Il 16 maggio 2019 a Lourdes ha condotto il terzo raduno dei giovani militari italiani durante il 61° Pellegrinaggio Militare Internazionale a Lourdes curando artisticamente i contenuti dell'evento in cui sono intervenuti Chiara Amirante, Matteo Marzotto, Valentina Cason, Pietro D'Agostino e la cantante Arisa che si è anche esibita per l'ordinariato militare alla presenza del Ministro della Difesa Elisabetta Trenta e di 3000 persone tra civili e militari guidati da monsignor Santo Marcianò. L'intero pellegrinaggio e lo spettacolo sono oggetto di una puntata speciale del programma I viaggi del cuore in onda su Rete 4.
Il 24 settembre 2019 Papa Francesco ha visitato la sede centrale di Nuovi Orizzonti a Frosinone accolto dalla fondatrice Chiara Amirante e da don Davide Banzato come Assistente spirituale generale. Il Papa ha dedicato l'intera giornata all'incontro con i ragazzi della comunità ascoltando le loro storie, rispondendo alle loro domande, celebrando la Messa, pranzando con loro e salutandoli uno ad uno. L'incontro della mattina è stato ripreso dal CTV e trasmesso in differita su TV2000 in una puntata speciale dal titolo Dio è gioia. Papa Francesco incontra Nuovi Orizzonti. Come artisti aderenti al movimento sono intervenuti anche Andrea Bocelli con il figlio Matteo Bocelli, Andrea Griminelli, Filippo Neviani in arte Nek.
Il 15 ottobre 2019 in Vaticano don Davide Banzato ha moderato per la seconda volta la conferenza stampa in cui è stato annunciato il cast e le novità della XVIII edizione del Concerto di Natale in Vaticano in continuità ai temi del Sinodo dei vescovi sull'Amazzonia.
Durante la nona edizione del programma I viaggi del cuore su Rete 4 è stata realizzata una puntata speciale sulla figura di Papa Francesco in collaborazione con il Vaticano con gli interventi di Paolo Ruffini prefetto del dicastero della comunicazione della Santa Sede, Andrea Tornielli direttore editoriale della Santa Sede, la giornalista Stefania Falasca, Andrea Bocelli, Nek, Matteo Marzotto, Alfonso Signorini.
Il 14 dicembre 2019 ha co-condotto con Federica Panicucci la XXVII edizione del Concerto di Natale nell'Aula Paolo VI della Città del Vaticano andato in onda in prima serata il 24 dicembre e in replica il 25 dicembre per Canale 5.
Il 10 aprile 2020 Papa Francesco ha telefonato in diretta a Rai 1 durante la puntata speciale dedicata al venerdì santo del programma A sua immagine condotto da Lorena Bianchetti avendo come ospiti don Luigi Ciotti, don Marco Pozza, don Davide Banzato, Chiara Amirante e don Maurizio Patriciello.
Il 13 dicembre 2020 ha co-condotto con Federica Panicucci la XXVIII edizione del Concerto di Natale nell'Auditorium Conciliazione per la prima serata del 24 dicembre e la replica del 25 dicembre su Canale 5.
Dal 23 gennaio 2021 conduce una nuova serie di puntate su Rai 1 con la sigla della canzone Perdonare di Filippo Neviani con primo ospite Nek insieme alla moglie Patrizia.
Il 13 aprile 2021 ha pubblicato il libro bestseller Tutto ma prete mai. Una storia di ribellione e d'amore (Edizioni Piemme e Orizzonti di Luce) presentato a Che tempo che fa con Fabio Fazio.
Nel 2021-2022 il progetto sociale Ciak si gira – nell'ambito del Fondo per il contrasto della povertà educativa minorile – ha reso protagonisti alcuni giovani delle scuole medie e superiori di Frosinone, che hanno realizzato due format televisivi insieme a Davide Banzato, vivendo un laboratorio formativo a Nuovi Orizzonti, stando dietro le telecamere, nel reparto audio con i microfoni e mixer, alla regia, al montaggio e in redazione. Il primo format I viaggi nel vero ha visto i giovani dietro e davanti alle telecamere realizzando 8 puntate per Rete4 andate in onda dal 31 ottobre 2022. In ogni puntata un gruppo di adolescenti di Frosinone tra i 13 e i 18 anni -–che hanno lasciato le loro case per mettersi in gioco viaggiando e vivendo un’esperienza di confronto nella convivenza con chi cerca di uscire dalle dipendenze nella comunità di Nuovi Orizzonti a Montevarchi - si sono privati dei propri cellulari, delle proprie comodità, mettendosi a lavorare fianco a fianco con chi vive un percorso pedagogico riabilitativo, a contatto con la natura, l’apicoltura e il dialogo autentico in uno spaccato di società variegato, tra persone in misura detentiva ed altri provenienti da problematiche legate alla ludopatia, alla tossicodipendenza e alle nuove forme di disagio sociale.
Il secondo format Le ragioni della speranza - Ciak si gira vede i giovani al lavoro in un vero studio televisivo da loro allestito nel laboratorio di Nuovi Orizzonti a Frosinone, avendo in ogni puntata, in onda su Rai 1, ospiti come Simone Cristicchi, Maria Grazia Cucinotta, don Luigi Ciotti, Francesca Fialdini.
Dal 2021 scrive articoli giornalistici per Askanews.
Dal 5 giugno 2022 è autore e conduce I viaggi del cuore passati a Canale 5 con un'edizione speciale internazionale in Terra santa, Lourdes, Saragozza, Giordania, Kenya, Turchia, Vaticano e altre mete italiane.
Il 6 dicembre 2022, a 31 anni dalla strage di Capaci, ha moderato l'incontro in cui l'Associazione internazionale di diritto pontificio Nuovi Orizzonti ha ricevuto la Talea di Falcone, pianta simbolo della lotta alla criminalità, gestendo gli interventi della Presidente e fondatrice Chiara Amirante, del generale Antonio Pietro Marzo, alla guida del Cufaa (Comando unità forestali, ambientali e agroalimentari dell’Arma dei Carabinieri), della Viceministro dell'ambiente e della sicurezza energetica Vannia Gava, del prefetto del Dicastero della Comunicazione della Santa Sede Paolo Ruffini, del Signor Procuratore della Repubblica di Frosinone Antonio Guerriero, del pro-prefetto della sezione per le questioni fondamentali dell'evangelizzazione nel mondo del Dicastero per l'evangelizzazione monsignor Rino Fisichella, del Maestro Andrea Bocelli e del Sindaco Riccardo Mastrangeli e del Vescovo S.E. Mons Ambrogio Spreafico per la città di Frosinone.
Il 12 febbraio 2023 partecipa a Rai 3 con ospite Massimo Bernardini per trattare il tema della comunicazione nella civiltà dell'informazione e del digital.
Il 18 febbraio in prima visione e il 19 febbraio 2023 in seconda visione va in onda su Canale5 un'intervista esclusiva a Papa Francesco all'interno della puntata Speciale i viaggi del cuore con Papa Francesco ripercorrendo i dieci anni di pontificato con interventi di persone di varie parti del Mondo ed esperti tra i quali monsignor Armando Matteo (segretario per la sezione dottrinale del Dicastero per la dottrina della fede), Fabio Marchese Ragona (vaticanista), Lucia Capuzzi (esperta di America Latina e della storia del pontefice), don Ángel Fernández Artime (rettore maggiore dei salesiani), don Stefano Stimamiglio (direttore di Famiglia Cristiana). Le parole del Santo Padre hanno toccato diversi temi di attualità riportate nei siti del Vaticano come Magistero della Chiesa cattolica ordinario del pontefice.
Il 21 febbraio 2023 pubblica con Papa Francesco il libro Cerca il tuo orizzonte. Rialzarsi e ripartire oggi (Edizioni Piemme) presentato il 19 febbraio 2023 a Che tempo che fa con Fabio Fazio.
Dal 14 maggio 2023 conduce la XV edizione de I viaggi del cuore a Canale 5 con puntate in Portogallo a Fatima, Lisbona, Coimbra, Tomar con le guide de l'Opera romana pellegrinaggi; altri viaggi in Francia a Lourdes e Tolosa; in Turchia nella zona della Cappadocia, in Spagna e Polonia, in Sardegna, Basilicata, Valle D'Aosta e altre mete.
Il 31 maggio 2023 a Madrid ha presentato l'edizione spagnola - edita da Romana Editorial e LEV - del libro Cerca il tuo orizzonte scritto con Papa Francesco dal titolo spagnolo Busca tu horizonte, tenendo una conferenza insieme a Mons. Dario Edoardo Viganò che ha presentato il suo volume La alegria. Il 1º giugno 2023 don Davide e Mons. Viganò sono stati ospiti alla fiera del libro di Madrid rilasciando interviste ai media spagnoli. Il libro è stato tradotto anche in edizione francese pubblicata dal 1º novembre 2023.
Il 14 e 15 giugno 2023 il vescovo ortodosso Mefodij, responsabile del lavoro di assistenza e aiuto che il Patriarcato di Mosca svolge con persone in varie difficoltà, soprattutto per le dipendenze, si è recato in visita in Italia alla Comunità Nuovi Orizzonti, presso la sede centrale della Cittadella Cielo a Frosinone e altre sedi nel Lazio per rendersi conto di persona del lavoro che si svolge nelle diverse comunità per crescere nella cooperazione nel contrasto alle dipendenze e nella prevenzione per il disagio giovanile proseguendo un lavoro avviato nell'ottobre 2019 quando Chiara Amirante e Davide Banzato, su richiesta della Santa Sede, hanno partecipato come relatori al convegno in Russia a San Pietroburgo dedicato alla comprensione del problema delle dipendenze da un punto di vista teologico e pastorale, organizzato congiuntamente dalla Chiesa ortodossa russa del Patriarcato di Mosca e dalla Chiesa cattolica russa, creando una commissione mista di lavoro sui temi della famiglia e dell'educazione, con il sostegno della Fondazione Aiuto alla Chiesa che soffre.
Dal 14 al 22 Ottobre 2023 ha partecipato al coordinamento della ‘’missione di strada’’ promossa dall’Associazione internazionale Nuovi Orizzonti e dalla sua fondatrice Chiara Amirante dal titolo, "Vivi per qualcosa di grande", durante la quale a Roma più di 400 giovani missionari sono andati per le strade, le piazze, le scuole, le università, gli ospedali e le carceri della capitale, dopo aver ricevuto l’invio e l'incarico dal Cardinale Vicario S.Em Angelo De Donatis e del Vicegerente della Diocesi di Roma S.E. Mons Baldassare Reina, insieme al sostegno del Santo Padre che ha salutato i missionari durante l'Angelus di domenica 15 ottobre 2023.
Dal 5 novembre 2023 conduce la XVI edizione de I viaggi del cuore su Canale 5 e Mediaset Italia partendo dalla Cappadocia in Turchia, poi verso Medjugorje, la Polonia con due puntate, una a Czestochowa e una a Cracovia, uno speciale in missione in Etiopia, altre puntate in Italia alla scoperta di importanti Santuari in Campania a Pompei, Montevergine, Mater Domini e al Santuario del Santissimo Salvatore di Montella in Irpinia, a Viterbo Città dei Papi vivendo la festa di santa Rosa e nel clima natalizio tra le bellezze paesaggistiche della Valle d'Aosta.
L'11 marzo 2024 pubblicail libro I miei viaggi del cuore con san Francesco, sant'Antonio e san Pio da Pietrelcina (Edizioni San Paolo) presentato il 10 marzo 2024 a Che tempo che fa con Fabio Fazio.
Dal 12 maggio 2024 conduce la XVII edizione de I viaggi del cuore su Canale 5 e Mediaset Italia viaggiando all'estero in Francia a Lourdes e in Spagna tra Murcia, Caravaca de la Cruz, Lorca, Cartagena e Calasparra; in Italia in Sicilia a Trapani, in Calabria a Paola, in Cilento e diverse altre regioni per ripercorrere antichi cammini, raccontando le tradizioni religiose e storie di vita di alcuni santi.
Il 18 e 19 maggio 2024 a Veroli ha co-condotto con Silvia Piasentini la Festa dei 30 anni di Nuovi Orizzonti con più di 2.500 persone presso il Palazzetto dello Sport con la presenza della fondatrice Chiara Amirante, S.Em. Cardinale Marc Ouellet, S.E. Mons Ambrogio Spreafico, S.E. Mons Christoph Hegge, gli artisti Filippo Neviani in arte Nek, Francesca Fialdini e i contributi video di Andrea Bocelli e un video messaggio di Papa Francesco.
Il 24 maggio 2024 ha partecipato per la quarta volta al 64° Pellegrinaggio Militare Internazionale a Lourdes, coordinando con Maria Amata Calò il Festival del giovani, evento curato da Nuovi Orizzonti, per i 4 000 giovani militari italiani guidati dal Vescovo ordinario militare per l'Italia S.E.Mons Santo Marcianò. Il festival ha coinvolto la conduttrice e giornalista volto noto di Rai1 Francesca Fialdini, il cantante Filippo Neviani, in arte Nek e l'artista Clara, vincitrice di Sanremo Giovani 2023, nota al pubblico anche per essere una tra le più amate protagoniste della serie televisiva Mare fuori.
È iscritto all'ordine dei giornalisti del Lazio.

## Riconoscimenti
- Il 28 ottobre 2017 ha ricevuto il Premio Internazionale Padre Pio da Pietrelcina.[106][107]
- Il 21 giugno 2024 ha ricevuto il premio Moige nell'aula dei gruppi parlamentari della camera dei Deputati a Roma.[108][109]
- Il 15 marzo 2025 ha ricevuto il premio giornalistico Premio Buone Notizie dell’edizione speciale In Giubileo, patrocinato dall’Ordine dei giornalisti nazionale e sostenuto da varie testate, volto a valorizzare le buone notizie, un’informazione corretta e completa, ma anche quella che racconta la normalità positiva della società e il suo potenziale di miglioramento, insieme al direttore dell’Ufficio Comunicazioni Sociali della CEI Vincenzo Corrado e alla giornalista Lorena Bianchetti.[110][111]

## Libri

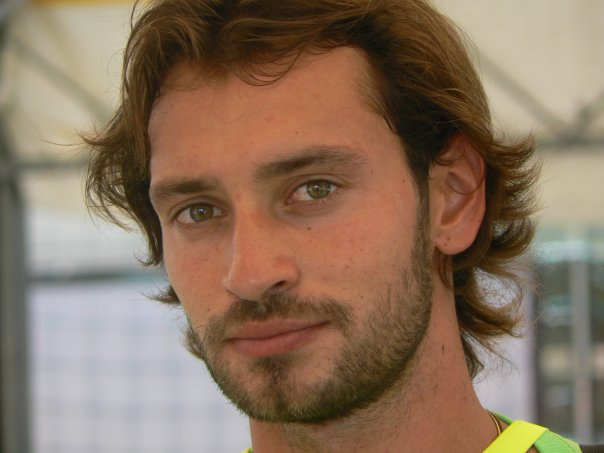
Ritratto

- Evangelizzazione di strada, l'esperienza il progetto di Nuovi Orizzonti, Roma, Città Nuova Editrice, 2006, ISBN 88-311-7478-9.
- Chiara Amirante e Davide Banzato, Nuovi Evangelizzatori. Centri di evangelizzazione: una esperienza, una proposta, Piglio, Orizzonti di Luce, 2012, ISBN 978-88-97541-03-5.
- Tutto ma prete mai. Una storia di ribellione e d'amore, Casale Monferrato, Edizioni Piemme e Orizzonti di Luce, 2021, ISBN 978-88-566-8053-9.
- Papa Francesco in dialogo con Davide Banzato, Cerca il tuo orizzonte. Rialzarsi e ripartire oggi, Casale Monferrato, Edizioni Piemme e Libreria editrice vaticana, 2023, ISBN 978-88-566-9164-1.
- I miei viaggi del cuore con san Francesco, sant'Antonio e san Pio da Pietrelcina, Cinisello Balsamo, Edizioni San Paolo, 2024, ISBN 978-88-922-4404-7.
- Un pezzo di cielo solo per te, Milano, Mondadori Electa, 2024, ISBN 978-88-918-4209-1.

## Radio
- Attualità ecclesiale, Scuola di nuova evangelizzazione, I viaggi del cuore (Radio Maria, dal 2008-in corso) autore e conduttore
- Suite 102.5 (RTL 102.5, 2019-2022) co-conduttore con Gigio D'Ambrosio e Laura Ghislandi.

## Televisione

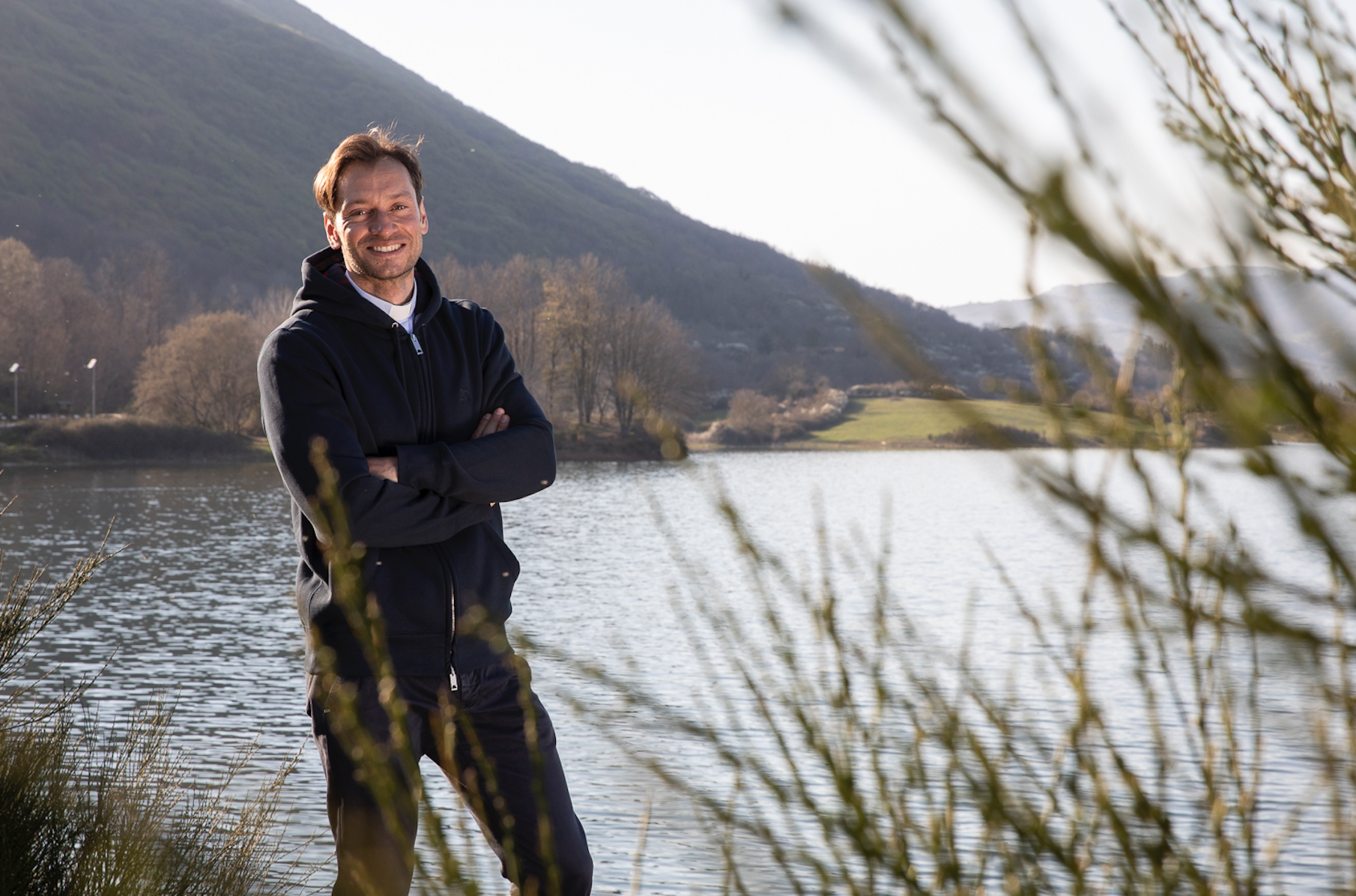
Davide Banzato i viaggi del cuore

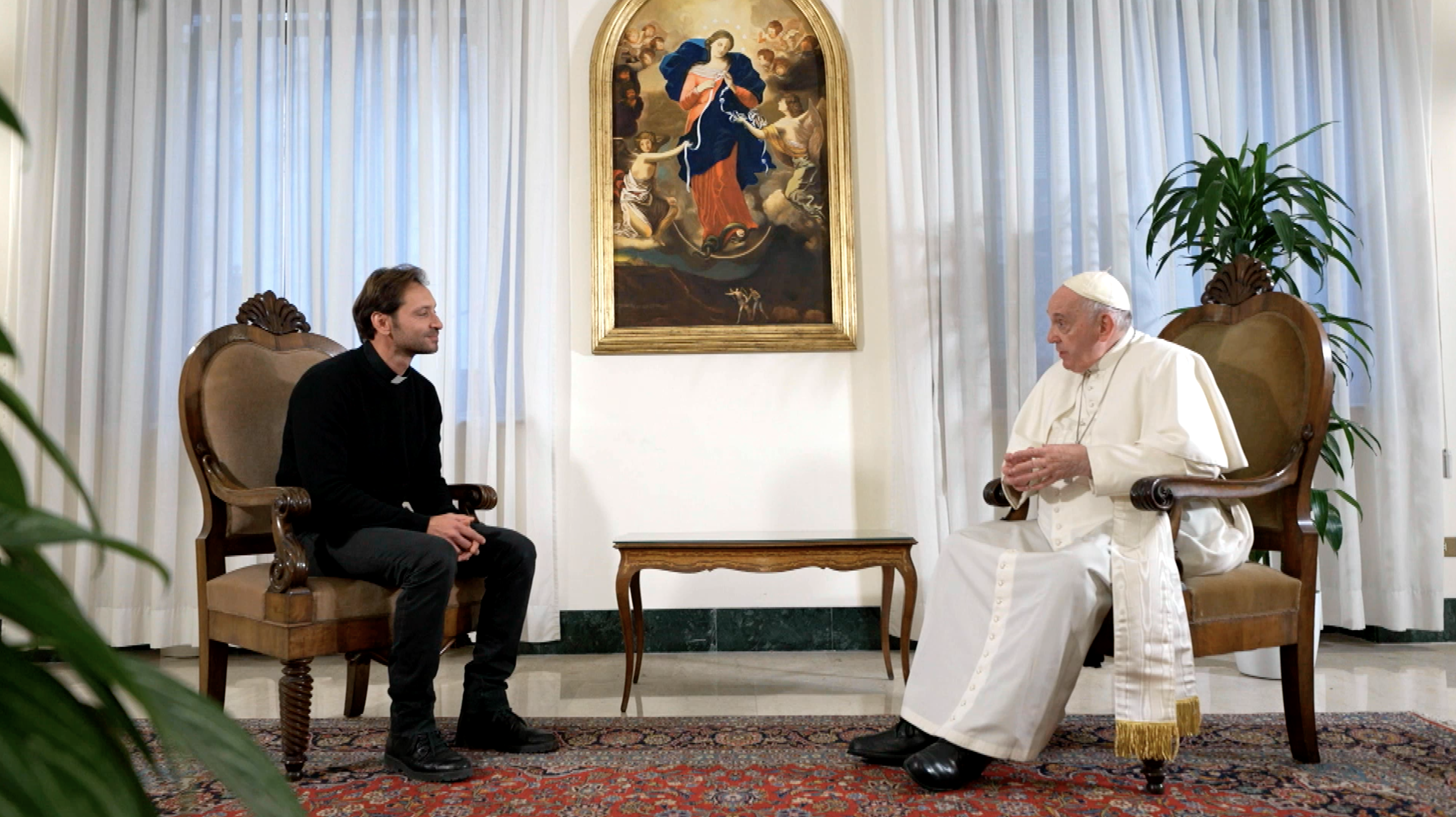
Davide Banzato e Papa Francesco nella puntata speciale "i viaggi del cuore con Papa Francesco"

- L'Italia sul 2 (Rai 2, 2006-2008, 2009-2011) opinionista
- Italia allo specchio (Rai 2, 2008-2009) opinionista
- Pomeriggio sul 2 (Rai 2, 2010-2011) opinionista
- Vita che rinasce, Solo l'Amore, Buonasera! La settimana con Papa Francesco, (Telepace, 2008-2014) autore e conduttore
- Sulla via di Damasco (Rai 2, 2008-2022; Rai 3, dal 2022) collaboratore o inviato
- Traguardi. Giovani oltre il tunnel (TV2000, 2013) autore e co-conduttore
- Fattore Alfa (Rai 2, 2014) inviato
- La strada dei miracoli (Rete 4, 2015-2016) opinionista
- I viaggi del cuore (Rete 4, 2016-2022; Canale 5, dal 2022; Mediaset Italia dal 2016) autore e conduttore
- A Sua immagine, (Rai 1, dal 2017) autore e conduttore per Le ragioni della speranza e opinionista puntate sabato e domenica
- Concerto di Natale (Canale 5, 2017-2020) co-conduttore di 4 edizioni
- Con il cuore - Nel nome di Francesco (Rai 1, 2018) testimonial
- Dio è gioia. Papa Francesco incontra Nuovi Orizzonti (TV2000, 2019) autore
- I viaggi nel vero (Rete 4, 2021) autore - 8 puntate del format realizzato con i giovani del progetto sociale Ciak si gira nell'ambito del Fondo per il contrasto della povertà educativa minorile
- Le ragioni della speranza - Ciak si gira (Rai 1, 2022) autore e conduttore - 4 puntate del format realizzato con i giovani del progetto sociale Ciak si gira nell’ambito del Fondo per il contrasto della povertà educativa minorile
- Speciale I viaggi del cuore con Papa Francesco (Canale 5 e Mediaset Italia, 2023) autore e conduttore